# ولیعهد پادشاهی مشروطه ایران

نشان رسمی ولیعهد پادشاهی پهلوی در ایران

ولیعهد مقامی در حکومت مشروطه پادشاهی ایران بود که جانشین شاه محسوب می‌شد. طبق قانون اساسی مشروطه، ولیعهد پس از مرگ یا استعفای شاه یا در شرایطی که شاه قدرت انجام وظایف خود را الی‌الابد از دست دهد، به پادشاهی می‌رسید. از زمان تصویب قانون اساسی مشروطه، یعنی از سال ۱۲۸۵، این عنوان به ترتیب در اختیار احمدمیرزای قاجار، محمدحسن میرزای قاجار، محمدرضا پهلوی و رضا پهلوی قرار داشت.

## ولایت عهد در قانون اساسی مشروطه
طبق اصل سی و ششم  قانون اساسی مشروطه که به موجب ماده واحده مصوبه مجلس موسسان در تاریخ ۲۱ آذرماه ۱۳۰۴ خورشیدی اصلاح گردید، 
«سلطنت مشروطه ایران از طرف ملت به‌وسیله مجلس موسسان به شخص اعلیحضرت شاهنشاه رضا شاه پهلوی تفویض شده و در اعقاب ذکور ایشان نسلا بعد نسل برقرار خواهد بود.»
طبق اصل سی و هفتم قانون اساسی مشروطه ، که پس از پیروزی جنبش مشروطهٔ ایران در زمان قاجار تدوین شده بود، «ولايتعهد با پسر بزرگتر پادشاه كه مادرش ايراني‌الاصل باشد خواهد بود.»   کلمه «ایرانی الاصل» مذکور در این اصل به موجب قانون مصوب ۱۴ آبان ۱۳۱۷ به شرح زیر تفسیر شده‌است:
ماده واحده- منظور از مادر ایرانی الاصل مذکور در اصل ۳۷ متمم قانون اساسی اعم است ازمادری که مطابق شق دوم از ماده ۹۷۶ قانون مدنی دارای نسب ایرانی باشد یا مادری که قبل از عقد ازدواج با پادشاه یا ولیعهد ایران به اقتضاء مصالح عالیه کشور به پیشنهاد دولت و تصویب مجلس شورای ملی به موجب فرمان پادشاه عصر صفت ایرانی به او اعطاء شده باشد.
طی مصوبه بیست و یکم آذرماه ۱۳۰۴ خورشیدی، این اصل قانون اساسی به شرح ذیل اصلاح گردید: 
اصل سی و هفتم: ولایتعهد با پسر بزرگ‌تر پادشاه که مادرش ایرانی الاصل باشد خواهد بود در صورتی که پادشاه اولاد ذکور نداشته باشد تعیین ولیعهد برحسب پیشنهاد شاه و تصویب مجلس شورای ملی به عمل خواهد آمد مشروط برآنکه آن ولیعهد از خانواده قاجار نباشد ولی در هر موقعی که پسری برای پادشاه بوجود آید حقاً ولایت عهد با او خواهد بود. 
طبق اصل سی و هشتم که در ۱۸ شهریور ۱۳۴۶ خورشیدی اصلاح شده‌است:
در موقع انتقال سلطنت ولیعهد وقتی می‌تواند شخصاً امور سلطنت را متصدی شود که دارای بیست سال تمام شمسی باشد. اگر به این سن نرسیده باشد شهبانو مادر ولیعهد بلافاصله امور نیابت سلطنت را به عهده خواهد گرفت مگر این که از طرف پادشاه شخص دیگر به عنوان نایب‌السلطنه تعیین شده باشد. نایب‌السلطنه شورایی مرکب از نخست وزیر و روسای مجلسین و رئیس دیوان عالی کشور و چهار نفر از اشخاص خبیر و بصیر کشور با انتخاب خود تشکیل و وظائف سلطنت را طبق قانون اساسی با مشاوره آن شورا انجام خواهد داد تا ولیعهد بسن بیست سال تمام برسد. در صورت فوت یا کناره‌گیری نایب‌السلطنه شورای مزبور موقتا وظائف نیابت سلطنت را تا تعیین نایب‌السلطنه از طرف مجلسین از غیر خانواده قاجار انجام خواهد داد. ازدواج شهبانو نایب السلطنه در حکم کناره‌گیری است. 
طبق اصل چهل و یکم که در ۱۸ شهریور ۱۳۴۶ خورشیدی اصلاح شده‌است:
در موقع رحلت پادشاه طبق اصل ۳۸ عمل خواهد شد. دراین مورد و همچنین در مورد انتقال سلطنت هرگاه نایب‌السلطنه به ترتیب مقرر در اصل مذکور معلوم نشده باشد از طرف مجلسین در جلسه فوق‌العاده مشترک نایب‌السلطنه‌ای از غیر خانواده قاجار انتخاب خواهد شد و تا انتخاب نایب‌السلطنه هیاتی مرکب از نخست‌وزیر و روسای مجلسین و رئیس دیوان عالی کشور و سه نفر از بین نخست‌وزیران سابق یا روسای سابق مجلسین به انتخاب هیات دولت موقتا امور نیابت سلطنت را عهده‌دار خواهد شد.
اصل سی و نهم قانون اساسی نیز به جلوس ولیعهد بر تخت سلطنت می‌پردازد:
هیچ پادشاهی برتخت سلطنت نمی‌تواند جلوس کند مگر این که قبل از تاجگذاری در مجلس شورای ملی حاضر شود با حضور اعضای مجلس شورای ملی و مجلس سنا و هیات وزراء [...] قسم یاد.

## ولایت عهد در زمان پادشاهی پهلوی

متن روزنامه اطلاعات از استعفای رضا شاه پهلوی و انتقال پادشاهی به پسرش محمدرضا شاه پهلوی خبر می‌دهد.

[[محمدرضا پهلوی] که پیش از پادشاهی پدرش به دنیا آمده بود، با شروع پادشاهی رضا شاه تا پیش از استعفای وی در ۲۵ شهریور ۱۳۲۰ خورشیدی، اولین ولیعهد دودمان پهلوی بود.  او که در زمان کناره‌گیری پدرش از پادشاهی ۲۲ سال داشت، طبق اصل سی و هشتم قانون اساسی مشروطه به عنوان دومین پادشاه پهلوی به پادشاهی ایران رسید.  با تولد فرزند محمدرضا شاه، رضا پهلوی در ۹ آبان ۱۳۳۹ خورشیدی، دومین ولیعهد دودمان پهلوی پا به عرضه جهان گذاشت. از آنجا که طبق قانون اساسی مشروطه ولیعهد در سال ۱۳۵۹ به «سن بیست سال تمام شمسی» می‌رسید، محمدرضا شاه، فرح پهلوی را برای نیابت سلطنت در نظر گرفت و در تاریخ ۱۸ شهریور ۱۳۴۶ مجلس مؤسسان سوم او را به عنوان نایب السطنه شاه تعیین کرد.

## فهرست

### پیش از مشروطه
| سلسله | ولیعهد         | ولیعهد | دوره | دوره           | شاه                |
| سلسله | ولیعهد         | ولیعهد | آغاز | پایان          | شاه                |
| ----- | -------------- | ------ | ---- | -------------- | ------------------ |
| قاجار | باباخان فتحعلی |        |      |                | آغامحمدخان قاجار   |
| قاجار | عباس میرزا     |        |      |                | فتحعلی‌شاه قاجار    |
| قاجار | محمدمیرزا      |        |      |                | فتحعلی‌شاه قاجار    |
| قاجار | ناصرالدین‌میرزا |        |      | ۲۲ شهریور ۱۲۲۷ | محمدشاه قاجار      |
| قاجار | محمودمیرزا     |        |      |                | ناصرالدین‌شاه قاجار |
| قاجار | معین‌الدین‌میرزا |        |      |                | ناصرالدین‌شاه قاجار |
| قاجار | محمدقاسم‌میرزا  |        |      |                | ناصرالدین‌شاه قاجار |
| قاجار | مظفرالدین‌میرزا |        |      | ۱۲۷۵           | ناصرالدین‌شاه قاجار |
| قاجار | محمدعلی‌میرزا   |        |      | ۱۲۸۵           | مظفرالدین‌شاه قاجار |

### پس از مشروطه (ولیعهد سلطنت مشروطه ایران)
| سلسله | ولیعهد                   | ولیعهد | دوره | دوره           | شاه                |
| سلسله | ولیعهد                   | ولیعهد | آغاز | پایان          | شاه                |
| ----- | ------------------------ | ------ | ---- | -------------- | ------------------ |
| قاجار | محمدعلی‌میرزا             |        |      | ۱۲۸۵           | مظفرالدین‌شاه قاجار |
| قاجار | احمدمیرزا                |        |      | ۱۲۸۸           | محمدعلی‌شاه قاجار   |
| قاجار | محمدحسن‌میرزا             |        | ۱۲۸۸ | ۱۳۰۴           | احمدشاه قاجار      |
| پهلوی | محمدرضا پهلوی            |        | ۱۳۰۵ | ۲۵ شهریور ۱۳۲۰ | رضاشاه             |
| پهلوی | علیرضا پهلوی (وارث مقدر) |        | ؟    | ۲۵ مهر ۱۳۳۳    | محمدرضا شاه پهلوی  |
| پهلوی | رضا پهلوی                |        | ۱۳۴۶ | ۲۲ بهمن ۱۳۵۷   | محمدرضاشاه         |